# Platyspermum pubescens
Platyspermum pubescens är en flockblommig växtart som beskrevs av Auguste Nicolas Pomel. Platyspermum pubescens ingår i släktet Platyspermum och familjen flockblommiga växter. Inga underarter finns listade i Catalogue of Life.